# Sempachersee
Sempachersee är en sjö i Schweiz. Den ligger i den centrala delen av landet, 60 km öster om huvudstaden Bern. Sempachersee ligger 500 meter över havet. Arean är 14,5 kvadratkilometer. Den sträcker sig 6,2 kilometer i nord-sydlig riktning, och 5,3 kilometer i öst-västlig riktning.
Följande samhällen ligger vid Sempachersee:
- Sursee
- Sempach
- Oberkirch
- Nottwil
- Schenkon
- Eich

Omgivningarna runt Sempachersee är en mosaik av jordbruksmark och naturlig växtlighet. Runt Sempachersee är det ganska tätbefolkat, med 144 invånare per kvadratkilometer.